# Vimieiro (Santa Comba Dão)
Vimieiro é uma povoação portuguesa do Município de Santa Comba Dão que foi sede da extinta Freguesia de Vimieiro, freguesia que tinha 5,23 km2 de área e 803 habitantes (2011), e, por isso, uma densidade populacional de 153,5 hab./km2.
A Freguesia de Vimieiro foi extinta (agregada) pela reorganização administrativa de 2012/2013, tendo o seu território sido agregado ao da Freguesia de Óvoa para criar a União de Freguesias de Óvoa e Vimieiro.
O mais célebre filho da terra foi o ditador português António de Oliveira Salazar (1889–1970). A casa onde este nasceu ainda existe, e encontra-se assinalada por várias lápides. A rua principal possui o seu nome, assim como uma escola local.
Dispõe de uma estação de caminho-de-ferro, que serve Santa Comba Dão. 
Vimieiro situa-se na margem sul do rio Dão, sendo possível a sua observação a partir de Santa Comba Dão, na margem oposta do rio.
A freguesia celebra anualmente o dia de Santa Cruz, no primeiro domingo após o dia 3 de maio.

## População
| População da freguesia de Vimieiro | População da freguesia de Vimieiro | População da freguesia de Vimieiro | População da freguesia de Vimieiro | População da freguesia de Vimieiro | População da freguesia de Vimieiro | População da freguesia de Vimieiro | População da freguesia de Vimieiro | População da freguesia de Vimieiro | População da freguesia de Vimieiro | População da freguesia de Vimieiro | População da freguesia de Vimieiro | População da freguesia de Vimieiro | População da freguesia de Vimieiro | População da freguesia de Vimieiro |
| ---------------------------------- | ---------------------------------- | ---------------------------------- | ---------------------------------- | ---------------------------------- | ---------------------------------- | ---------------------------------- | ---------------------------------- | ---------------------------------- | ---------------------------------- | ---------------------------------- | ---------------------------------- | ---------------------------------- | ---------------------------------- | ---------------------------------- |
| 1864                               | 1878                               | 1890                               | 1900                               | 1911                               | 1920                               | 1930                               | 1940                               | 1950                               | 1960                               | 1970                               | 1981                               | 1991                               | 2001                               | 2011                               |
| 453                                | 468                                | 592                                | 727                                | 746                                | 607                                | 968                                | 1 257                              | 1 298                              | 1 182                              | 959                                | 1 282                              | 1 021                              | 848                                | 803                                |

| Distribuição da População por Grupos Etários | Distribuição da População por Grupos Etários | Distribuição da População por Grupos Etários | Distribuição da População por Grupos Etários | Distribuição da População por Grupos Etários | Distribuição da População por Grupos Etários | Distribuição da População por Grupos Etários | Distribuição da População por Grupos Etários | Distribuição da População por Grupos Etários | Distribuição da População por Grupos Etários |
| -------------------------------------------- | -------------------------------------------- | -------------------------------------------- | -------------------------------------------- | -------------------------------------------- | -------------------------------------------- | -------------------------------------------- | -------------------------------------------- | -------------------------------------------- | -------------------------------------------- |
| Ano                                          | 0–14 Anos                                    | 15–24 Anos                                   | 25–64 Anos                                   | ≥ 65 Anos                                    |                                              | 0–14 Anos                                    | 15–24 Anos                                   | 25–64 Anos                                   | ≥ 65 Anos                                    |
| 2001                                         | 116                                          | 119                                          | 418                                          | 195                                          |                                              | 13,7%                                        | 14,0%                                        | 49,3%                                        | 23,0%                                        |
| 2011                                         | 106                                          | 76                                           | 413                                          | 208                                          |                                              | 13,2%                                        | 9,5%                                         | 51,4%                                        | 25,9%                                        |

Média do País no censo de 2001:  0–14 Anos — 16,0%; 15–24 Anos — 14,3%; 25–64 Anos — 53,4%; ≥ 65 Anos — 16,4%
Média do País no censo de 2011:   0–14 Anos — 14,9%; 15–24 Anos — 10,9%; 25–64 Anos — 55,2%; ≥ 65 Anos — 19,0%

## Brasão
O topónimo da freguesia é representado pela árvore, um vimieiro, de ramos delgados e flexíveis. A cruz latina evoca o carácter religioso da população local e Santa Cruz, padroeira da freguesia. O pé, com ondulação de azul e prata, representa a albufeira de Aguieira, que se situa junto à freguesia.

## Património
- Igreja Matriz
- Casa onde nasceu o estadista António de Oliveira Salazar
- Estação Ferroviária do Vimieiro
- Escola Cantina Salazar
- Ermida de S. Simão
- Nicho de S. João
- Santuário de Santa Cruz
- Cruzeiro
- Monumento a Cristo Rei
- Cemitério, onde se encontra sepultado Salazar

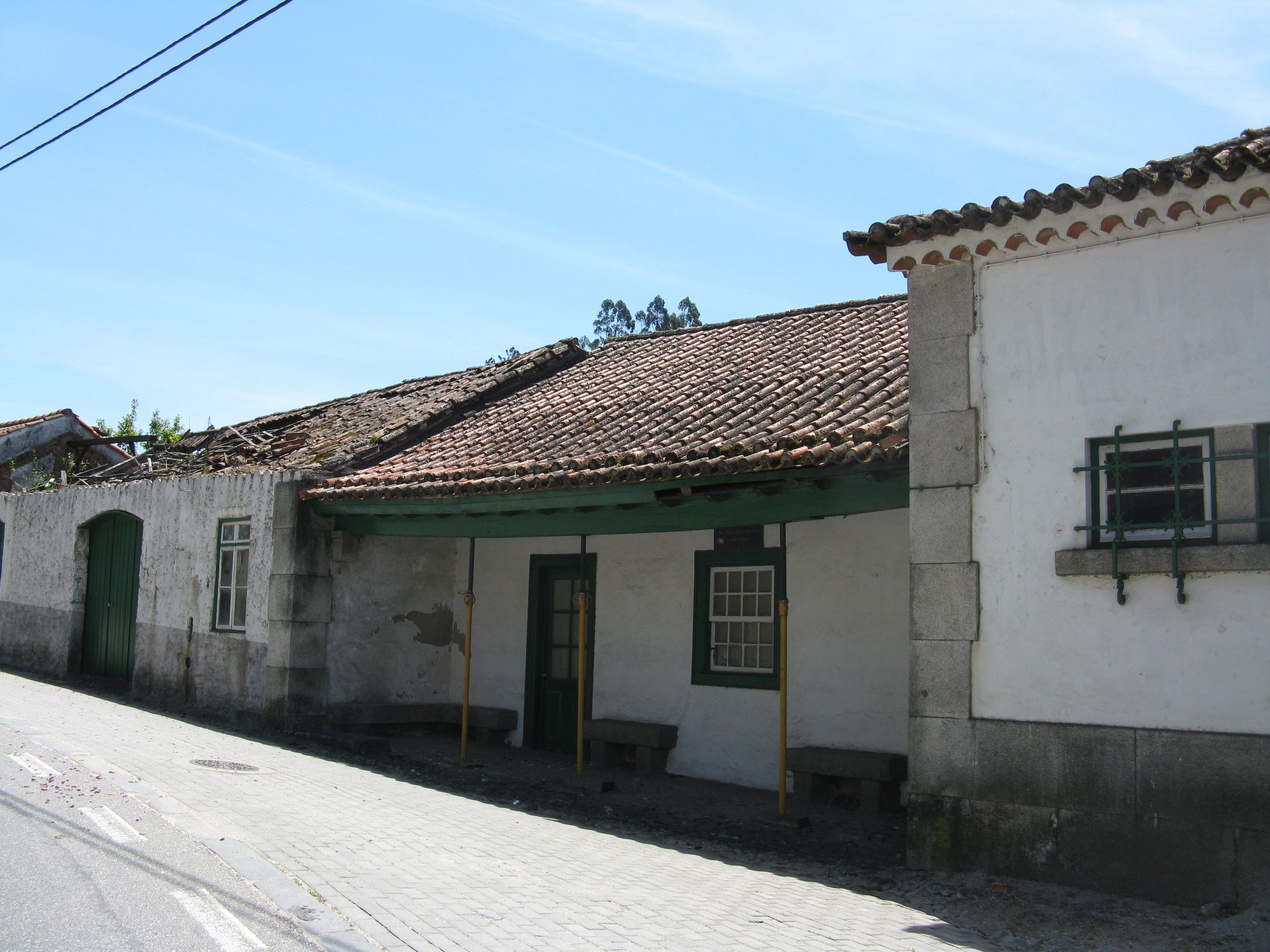
Casa de nascimento de Salazar
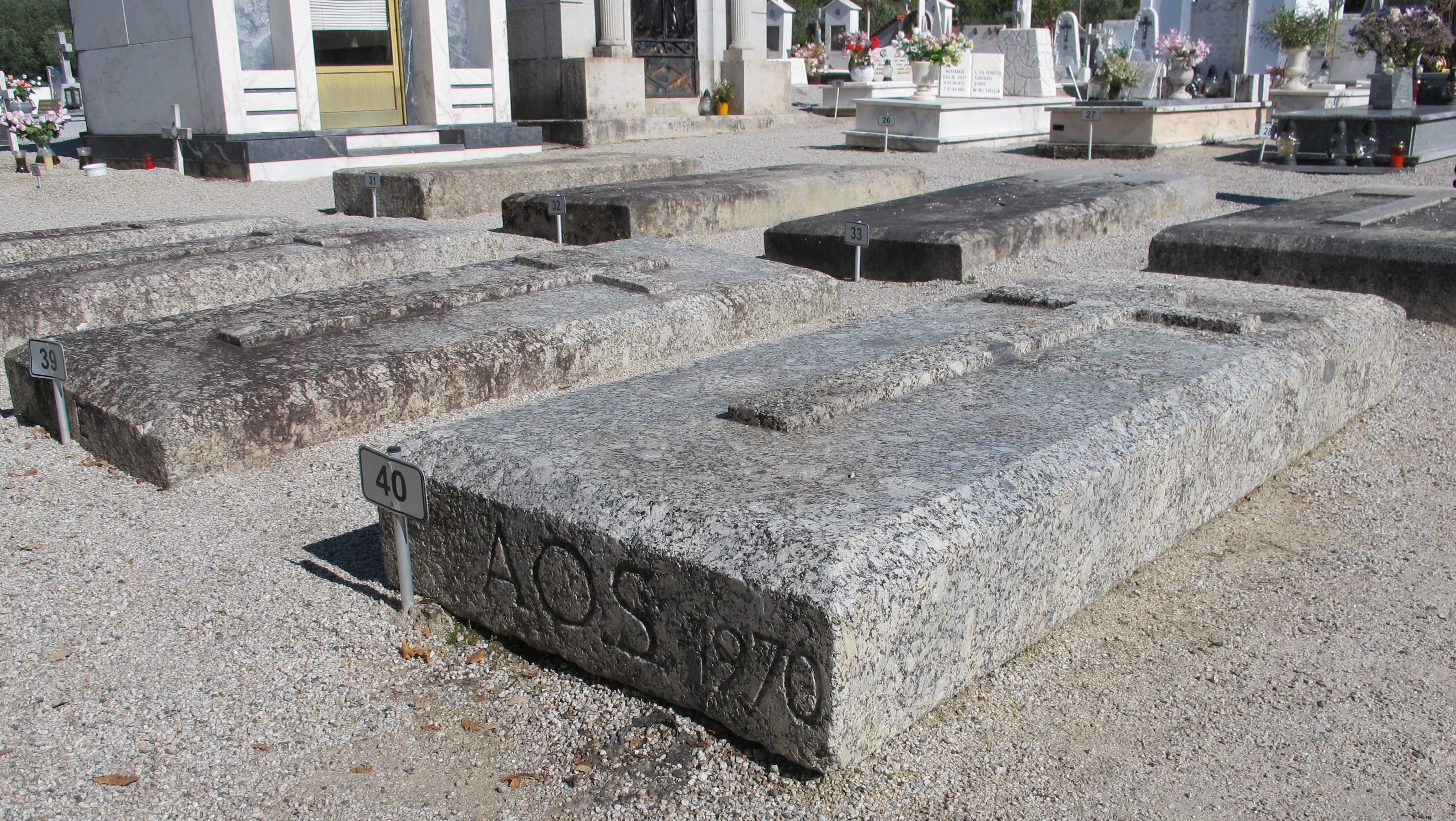
Lápide de Salazar no cemitério de Vimieiro
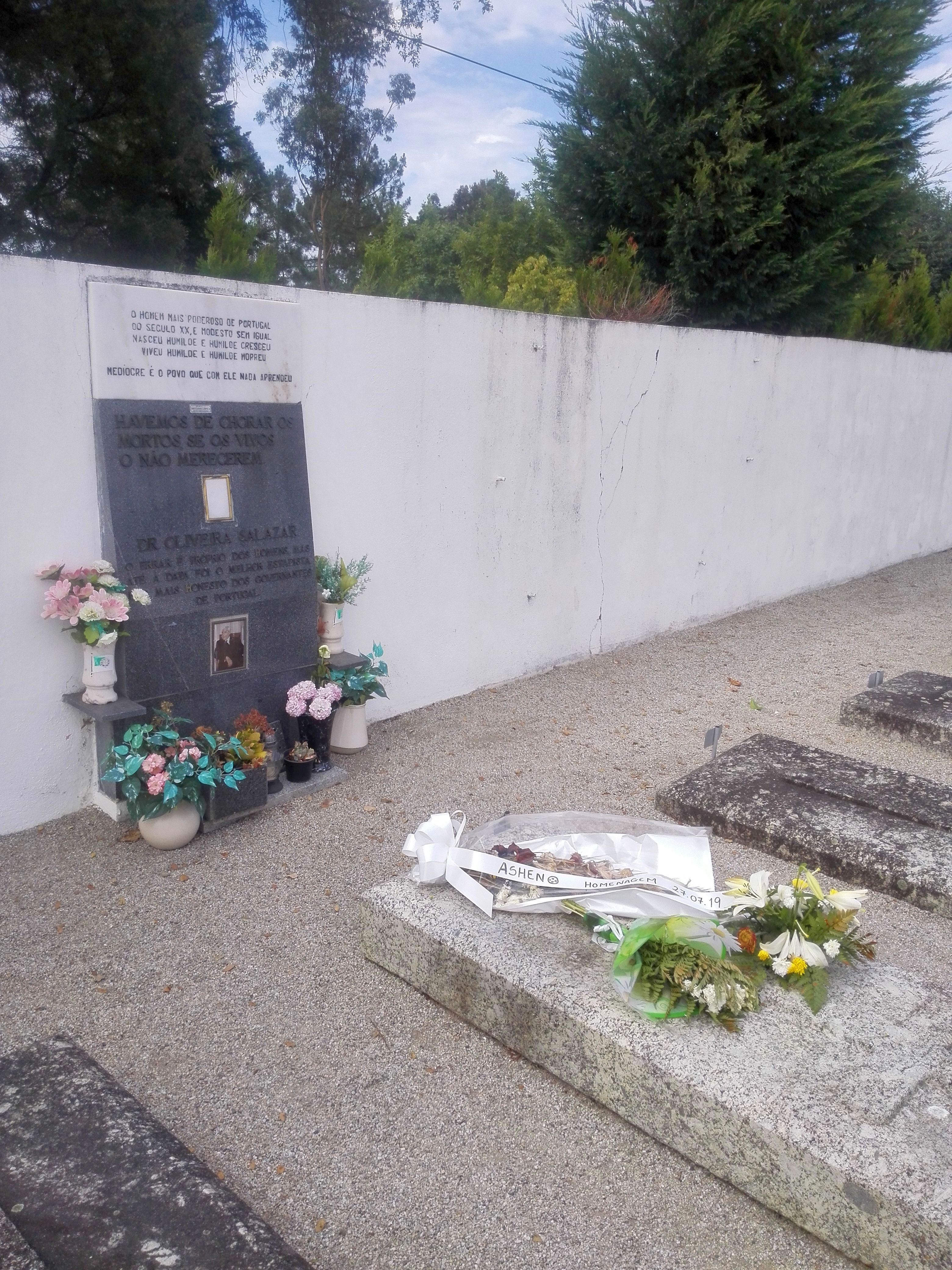
Túmulo de Salazar com elogios na parede
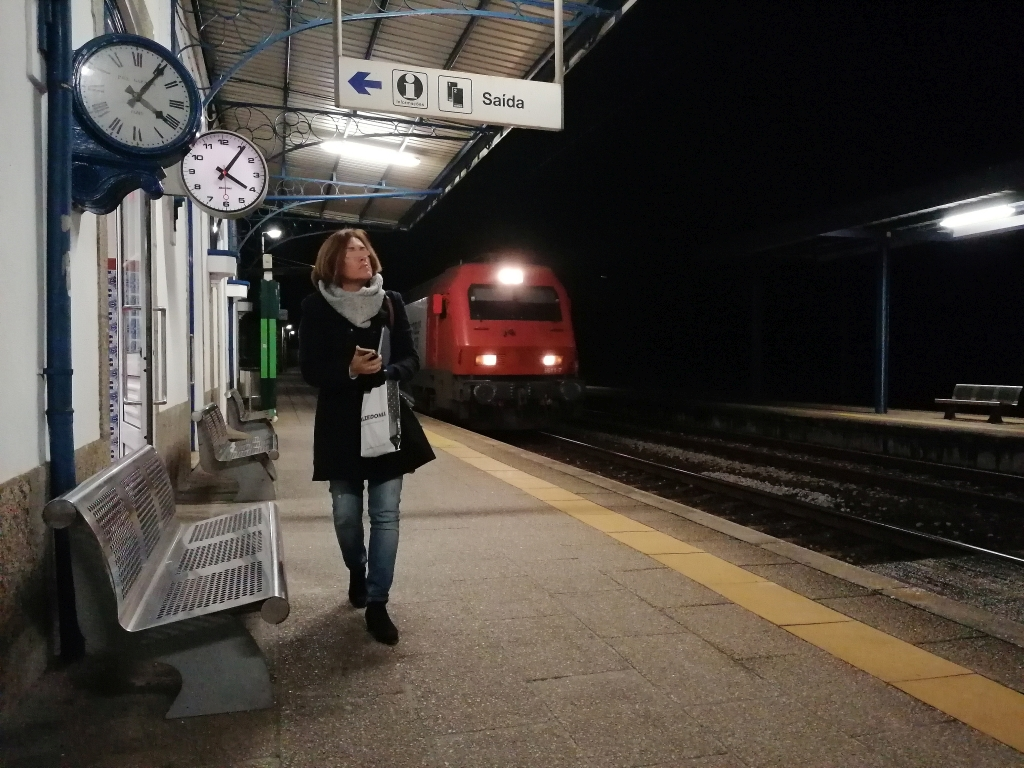
Comboio internacional Sud Expresso chegando na estação de Santa Comba Dão, Portugal

## Centro Interpretativo do Estado Novo

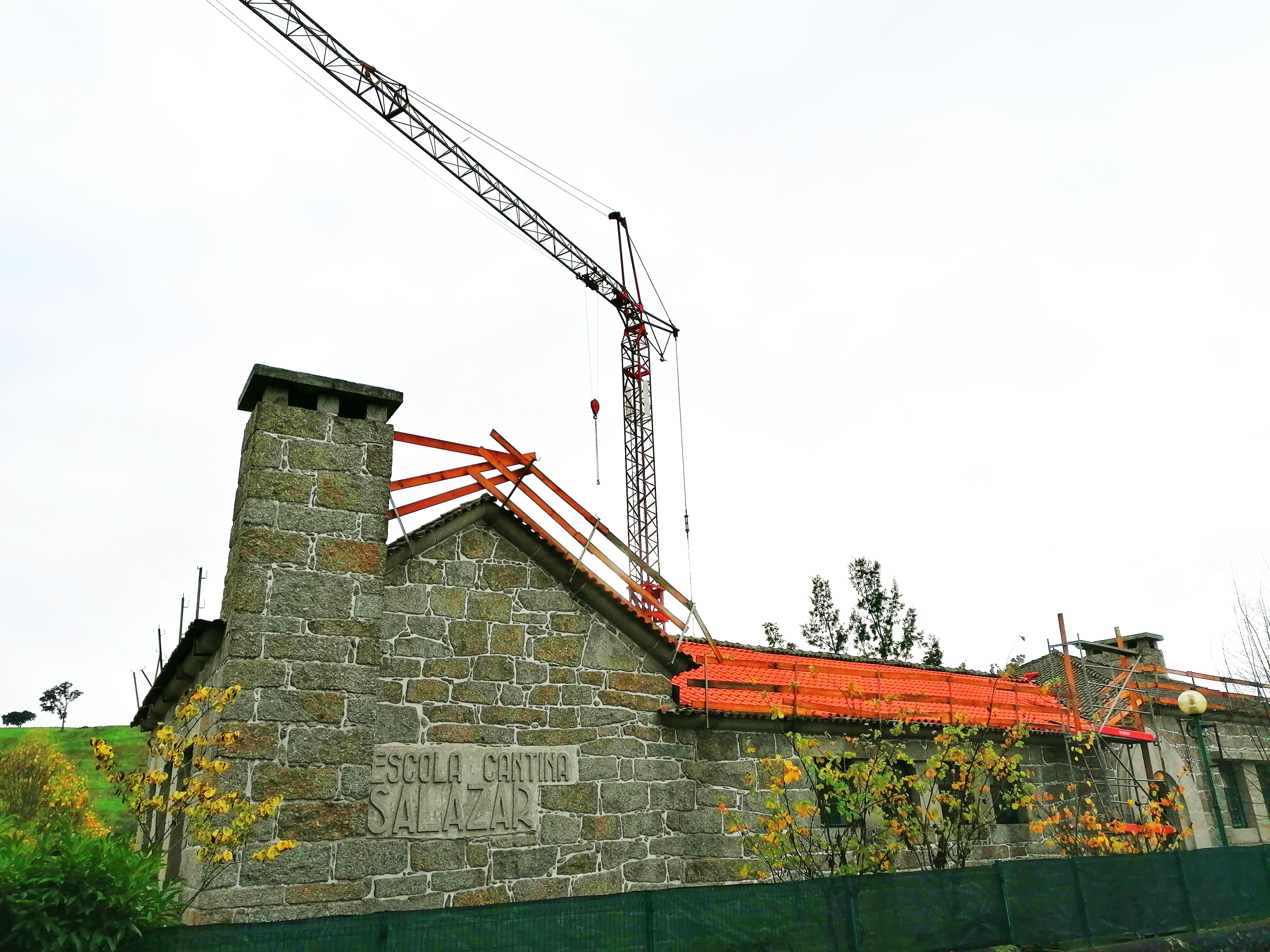
Escola Cantina Salazar está sendo reconstruído

Em 2019 foi iniciada a requalificação da Escola Cantina Salazar, para acolher o Centro Interpretativo do Estado Novo.
O Centro de Interpretação vai abordar todo o período entre 1926 (quando se instaura a ditadura militar) e 1974, caracterizando o regime, comparando-o com outras soluções políticas ditatoriais na Europa e no mundo naquele período, sejam elas ditaduras de tipo fascista ou de tipo comunista.
Está previsto abrir em maio de 2023.